# Kraniofaryngeom
Kraniofaryngeom je pomalu rostoucí typ tumoru, jenž vzniká z embryonální tkáně hypofýzy z Rathkeho výchlipky, nejčastěji u dětí a u věkové skupiny 50–60 let. Představuje asi 4 % intrakraniálních tumorů. Způsobuje poruchy vidění, kvůli tlaku na chiasma opticum.

## Léčba
Zpravidla jde o benigní typ nádoru. Užívá se chirurgie a radioterapie.